# 信息決策
信息決策是決策科學所研究的一個方面，在現代知識經濟的發展下，信息在決策中發揮的發揮越來越大，信息決策作為一門普遍適用的科學開始被人們普遍關注。

## 信息决策四要素
北京大學秦铁辉教授认为,信息决策的定义为:个人或组织,为了实现其目标,从多种备选方案中选择较优的或最优一个，並且付諸實施的過程。一般來講，信息決策包括以下四個要素:
1. 決策總是要付諸實施的,圍繞既定目標擬定各種實施方案是決策的基本要求。
2. 決策總是要在若干不同的方案中進行比較和優選，沒有比較和優選就談不上決策，更談不上科學決策。
3. 決策總是爲了達到一個既定的目標，沒有目標就無從決策，目標不准確或錯誤，也將導致決策錯誤。
4. 決策既要考慮實施過程中的應變方案，還要考慮實施目標之後的經濟效果和社會效果。沒有應變方案和不計社會效果的決策是不完全的決策。

## 信息決策的分類
按不同的分類標準，可以對信息決策進行不同的分類。

### 按決策主體分
按決策主體的不同，可以分為個集體策與個人決策。
- 集體決策通常是指在決策者內部採取[民主|民主]的方式，通過投票等方式形式決策權的形式。
- 個人決策是指依據個人經驗和知識進行決策的方式。

在現代信息決策中，通常兩者結合使用。在處理組織生死存亡等重大問題上，通常採用集體決策，而日常運行則依靠領導人的個人決策。

### 按決策範圍分
按決策範圍不同，可以分為宏觀決策與微觀決策
- 宏觀決策，又稱為戰略決策，主要是指长期性和全局性的战略决策。通常由组织的高层决定，它涉及的因素复杂，信息量大，通常要结合组织的内部信息与外部信息。
- 微觀決策，又称为战术决策，主要是指对基层的、局部性的、战术性的问题所作的决策，它通常是针对组织内部信息所制定的决策。

### 按思维过程分
按思维过程分，可以分为程序化决策与非程序化决策
- 程序化决策是指可以制定出固定程序而进行的决策。
- 非程序化决策是指不可以制定出一套固定的程序，通常只能“现裁先做”的决策，又称为一次性决策。

## 信息决策的过程
1. 发现问题
2. 确定目标
3. 价值准则
4. 拟定方案
5. 分析评估
6. 方案选择
7. 实验证实
8. 普遍实施